# Centraline di termoregolazione
Una centralina di termoregolazione è un'apparecchiatura progettata per il controllo delle temperature di fluidi di lavoro in un processo di produzione industriale.
I processi di produzione industriale comportano diversi cicli e fasi di lavorazione, durante i quali energia termica viene prodotta o assorbita in forma di calore. L'energia termica necessaria viene spesso convogliata mediante l'impiego di fluidi di lavoro, o fluidi termovettori, di diversa natura (soluzioni incongelabili, acqua, vapore, olio diatermico), che trasferiscono calore ai fini di ottenere la corretta termoregolazione industriale di processo.
La giusta temperatura è un fattore delicato e cruciale in una molteplicità di processi produttivi, ad esempio nelle lavorazioni dell'industria chimica, nel settore farmaceutico e alimentare, che richiedono il monitoraggio preciso delle temperature dei fluidi impiegati e delle materie prime utilizzate, per garantire il buon esito del processo di produzione e la qualità del prodotto finito.

## Evoluzione delle unità di termoregolazione
Le centraline di termoregolazione sono apparecchiature che nel corso degli anni sono divenute sempre più sofisticate, precise e altamente flessibili. Da rudimentali termostati, si sono evolute in veri e propri sistemi di controllo automatico in continuo della temperatura, dotati di software e processori progettati per la gestione e il monitoraggio fine delle temperature.
Oggi esistono anche sofisticati sistemi package di termoregolazione pre-montati di piccola o media potenza, skid di termoregolazione dotati di regolatori elettronici con sistemi PID, interfacciati con controllori remoti e sistemi di feedback integrati, ovvero PLC (controllore logico programmabile) e sistemi elettronici di controllo. Su queste piattaforme è possibile impostare una serie di valori e range di temperatura che il sistema avrà cura di regolare e mantenere, portando i fluidi e le materie prime alle temperature necessarie ad assicurare la qualità costante del prodotto finito e la ripetibilità del processo produttivo.
Alcuni processi industriali richiedono infatti diversi livelli e rampe di temperatura per le differenti sezioni di lavorazione che compongono il ciclo di produzione, che può coinvolgere diversi procedimenti, materiali e fluidi, dalle diverse caratteristiche e dalle peculiari esigenze, per le quali serve progettare sistemi di termoregolazione specifici e di volta in volta dedicati.
Le moderne centraline di termoregolazione sono anche complete di sistemi di sicurezza quali termostati, flussostati, pressostati e valvole di sovrapressione, e spesso queste unità vengono fornite con le certificazioni necessarie al tipo di processo industriale cui sono asservite, quali certificazioni per esecuzione antideflagrante Atex, PED per apparecchiature a pressione, RINA, per la regolamentazione della sicurezza nel comparto nautico e navale oppure nel rispetto delle normative dei paesi di destinazione (GOST per la Russia, ASME per gli Stati Uniti, ecc…)

## Funzionamento
La termoregolazione comporta cicli di riscaldamento e di raffreddamento, così come pure cicli di mantenimento di una data temperatura nel tempo. Tutto questo mentre le diverse fasi del ciclo produttivo asportano o apportano calore, energia termica, ai fluidi di lavoro, inducendo cambi di funzionamento nella centralina.
Cicli della Termoregolazione
- Riscaldamento
- Raffreddamento
- Mantenimento

I diversi processi di regolazione della temperatura avvengono in funzione dei parametri rilevati da una serie di sensori e sonde, in base ai quali avviene la regolazione termica in continuo. 
I parametri rilevati dai sensori provvedono ad azionare i sistemi di riscaldamento e raffreddamento, che consistono generalmente in batterie di resistenze elettriche, scambiatori di calore a resistenze elettriche, scambiatori di calore a vapore, scambiatori di calore a fascio tubiero, scambiatori di calore a piastre, gruppi frigoriferi e chiller.
I fluidi vengono fatti circolare all'interno dell'impianto sfruttando elettropompe di circolazione, elettrovalvole e valvole modulanti, scambiatori di raffreddamento o sistemi misti, sono previsti spesso anche sistemi per l'abbattimento delle temperature, laddove raggiungano valori molto elevati e fuori soglia.
In caso di funzionamento con livelli di temperature elevate, al di sopra di determinati livelli, la tenuta meccanica dei sistemi di pompaggio richiede speciali accorgimenti, ricorrendo nella progettazione dell'impianto a pompe centrifughe a trascinamento magnetico, che non comportano problemi a livello di tenuta meccanica, o a pompe speciali con tenute meccaniche resistenti alle alte temperature.
Tutto è controllato dagli strumenti elettronici PID, mediante le relative postazioni remote di controllo dei set point di temperatura richiesti, con anche la possibilità di impostare rampe di salita e discesa delle temperature nel tempo.

## Range di temperature
Le temperature da raggiungere possono essere anche molto elevate, e a seconda dei livelli di temperatura richiesti esistono unità di termoregolazione che funzionano impiegando diversi tipi di fluidi
- Soluzioni antigelo, per temperature tra -30 e 90 °C
- Acqua calda, per regolazione delle temperature tra 5 e 90 °C
- Acqua pressurizzata, fino a 200 °C
- Olio diatermico, fino a 350 °C
- Vapore a differenti pressioni in funzione delle temperature necessarie

## Riscaldamento
Il ciclo di riscaldamento è realizzato mediante resistenze elettriche, controllate mediante relè statici SCR, così come può essere ottenuto mediante l'impiego di vapore e di scambiatori di calore.
Tipologia di riscaldamento
- Resistenze elettriche corazzate
- Vapore
- Scambiatori di calore

Le potenzialità di riscaldamento possono essere estremamente variabili, si parte da piccole centraline da laboratorio dove la potenza elettrica è di qualche migliaio di watt, per arrivare a centrali di riscaldamento con potenzialità nell'ordine di centinaia di KW

## Raffreddamento
Il raffreddamento viene ottenuto mediante l'impiego di scambiatori di raffreddamento, chiller, refrigeratori, torri evaporative o dissipatori ad aria (free cooler).
Tipologia di raffreddamento
- Acqua
- Soluzioni incongelabili
- Aria
- Azoto

## Efficienza energetica
Una oculata progettazione di una centralina di termoregolazione consente oggi di ottenere notevoli benefici in termini di efficienza energetica e di risparmio nei costi di produzione.
In fase di riscaldamento, per contenere il consumo elettrico in questo tipo di apparecchiature è infatti possibile implementare un sistema di riscaldamento misto, che consente di recuperare e utilizzare i fluidi caldi già presenti nello stabilimento, sfruttando il calore di scarto proveniente dal ciclo produttivo (ad esempio fluidi surriscaldati al termine di cicli di raffreddamento di macchinari in movimento, vapore, fumi esausti).
L'impiego di scambiatori di calore ad alta efficienza abilita il recupero di calore per assolvere un primo stadio di riscaldamento, che viene quindi integrato con il normale stadio a riscaldamento elettrico, con notevole risparmio energetico.
Nella fase di raffreddamento è altresì possibile ricorrere al Free Cooling, mettendo in stand by le apparecchiature energivore sfruttando aria ambiente a bassa temperatura laddove disponibile, ottenendo di fatto acqua fredda nella stagione fredda per adempiere il ciclo di raffreddamento senza consumo di energia. Anche in questo caso, il regime in free cooling viene controllato e messo in funzione dal PLC, in sostituzione del chiller, o refrigeratore.